# Papstweihe

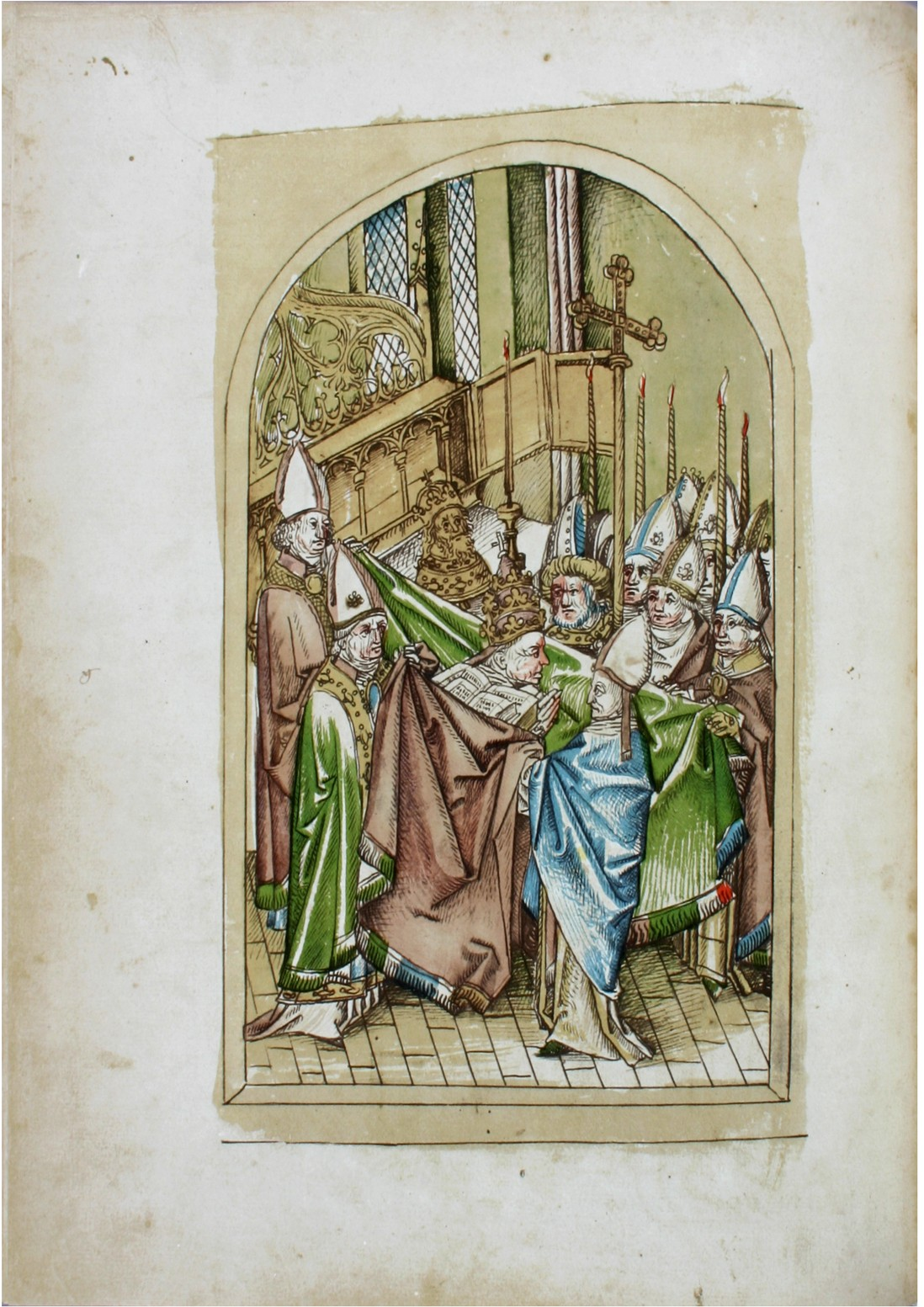
Papstweihe auf dem Konzil von Konstanz 1417 (Chronik Ulrich von Richentals, fol. 101v.)

Als Papstweihe wird in der liturgiegeschichtlichen und kirchengeschichtlichen Literatur der Eigenritus der Ordination des Bischofs von Rom bezeichnet. Auch die Amtseinführung eines Bischofs einer anderen Diözese, der zum Papst gewählt und inthronisiert wurde, kann kirchengeschichtlich als Papstweihe bezeichnet werden. Dagegen wird von einem systematisch-theologischen Standpunkt aus betont, dass es in der römisch-katholischen Kirche keine Papstweihe geben könne, weil in der Bischofsweihe als höchster der drei Weihestufen die „Fülle des Weihesakraments“ übertragen werde.

## Besonderheiten der römischen Bischofsweihe
Quellen für den Ritus der Weihe eines Bischofs von Rom sind die römischen Sakramentare und Ordines, das Pontificale Romano-Germanicum (10. Jahrhundert), das Pontificale Romanum s. XII, das Pontificale Romanae curiae (um 1210), das Pontifikale des Durandus von Mende († 1296), das Zeremoniale des Kardinals Giacomo Gaetano Stefaneschi (ca. 1260–1343), das Caeremoniale Romanum (1488, gedruckt 1516) und das Pontificale Romanum von 1968.
Daraus ergibt sich für das Frühmittelalter das Bild eines Eigenritus. Nicht nur nehmen die Texte durch Zusätze auf den Papstprimat Bezug. Der Ritus enthält auch altes Gut wie die Handauflegung durch alle anwesenden Bischöfe und die Leitung einer Eucharistiefeier durch den soeben geweihten römischen Bischof. Dagegen fehlen bei der Papstweihe jüngere Elemente der Bischofsweihe, die germanischer oder byzantinischer Herkunft sind.
Sowohl bei der Papst- wie bei der Bischofsweihe wurde dem für dieses Amt bereits gewählten Kleriker (Elekt) ein Evangeliar über den Kopf gehalten oder auf den Nacken gelegt. Bei der Weihe zum Bischof war das Evangelienbuch allerdings geschlossen, während bei der Papstweihe ein geöffnetes Evangelienbuch über dem Kopf des Elekten gehalten wurde. Das Pontificale Romanae curiae aus dem frühen 13. Jahrhundert sah stattdessen vor, dass der Bischof von Ostia das Privileg hatte, dem Elekten das geöffnete Buch auf den Nacken zu legen.
Zum Papst gewählte Personen, welche die (Priester- und) Bischofsweihe noch nicht empfangen hatten, ließen sich seit dem Spätmittelalter unter Ausschluss der Öffentlichkeit weihen. Dabei wurde nicht der alte römische Eigenritus, sondern der allgemein übliche Ritus einer Bischofsweihe vollzogen. Auch das Pontificale Romanum von 1968 sieht nur die gewöhnliche Bischofsweihe vor.

## Geschichtliche Entwicklung
Im Frühmittelalter wurde das Translationsverbot weitgehend beachtet: Ein Bischof durfte seine Diözese nicht wechseln; deshalb wurde ein Papst unter den stadtrömischen Klerikern gewählt und hatte noch nicht die Bischofsweihe empfangen. Als Rom im byzantinischen Einflussbereich lag, musste nach der Wahl eines Papstes und vor dessen Weihe erst die Bestätigung des Kaiserhofs von Konstantinopel eingeholt werden; Kaiser Konstantin IV. trat sein Bestätigungsrecht 683 an den Exarchen von Ravenna ab.
Seit der papstgeschichtlichen Wende in der Mitte des 11. Jahrhunderts waren die Päpste mit wenigen Ausnahmen bereits Bischöfe anderer Diözesen oder Titularbischöfe; das Translationsverbot wurde nicht mehr beachtet. Georg Gresser beschreibt, wie der Kandidat König Heinrichs III., Bischof Suidger von Bamberg, in einem zweistufigen Verfahren ins Papstamt gelangte: Direkt nach seiner Wahl erfolgte die Inthronisation, deren liturgische Gestalt unbekannt ist. Am Folgetag, dem 25. Dezember 1046, wurde im Petersdom die von Gresser so bezeichnete Papstweihe vollzogen: „Während des festlichen Pontifikalamtes, nach dem Kyrie und vor dem Gloria, haben wahrscheinlich die drei Kardinalbischöfe von Ostia, Porto und Silva Candida das feierliche Segensgebet über den neuen Papst gesprochen. Eine eigene Bischofsweihe konnte unterbleiben, da Suidger ja bereits Bischof war. Der Archidiakon der römischen Kirche legte ihm danach das Pallium um die Schultern.“
Mit dem Kamaldulensermönch Mauro Cappellari (Gregor XVI.) wurde 1831 letztmals ein Kandidat zum Papst gewählt, der noch nicht Bischof war und vor seiner Papstkrönung die Weihe zum Bischof von Rom empfing.
Für die Kanonisten war wichtig, dass der Gewählte, sobald er die Wahl annahm, im Besitz der päpstlichen Vollgewalt war; in den liturgischen Texten hielt sich aber die ältere Auffassung, dass die Bischofsweihe Quelle der päpstlichen Gewalt sei. Hinsichtlich des Beginns der päpstlichen Vollgewalt bestanden also bei einem Elekten, der nicht Bischof war, eine Spannung zwischen dem rechtlichen Verständnis (durch Annahme der Wahl) und dem sakramental-theologischen Verständnis (durch Bischofsweihe). Es lag nahe, das Problem dadurch zu reduzieren, dass die Bischofsweihe dem Gewählten unverzüglich erteilt wurde. In der Apostolischen Konstitution Romano Pontifici Eligendo von 1975 regelte Paul VI. vor dem Hintergrund des Zweiten Vatikanischen Konzils verbindlich, dass ein zum Papst Gewählter, der nicht bereits Bischof ist, sofort und noch im Konklave die Bischofsweihe empfängt und daraufhin die Huldigung und Gehorsamserklärung der Kardinäle; erst danach wird seine Wahl dem Volk bekanntgegeben.